# Adolf Horion
Adolf Horion (12. července 1888, Hochneukirch, Německo - 28. května 1977, Überlingen, Německo) byl německý římskokatolický duchovní, entomolog a jedním z nejvýznamnějších německých koleopterologů.

## Život
Narodil se jako druhý ze sedmi dětí v rodině Jakoba Horiona a jeho manželky Marie Cecilie, rozené Pesch v Hochneukirch, okres Grevenbroich. Navštěvoval tam obecnou školu, později studoval na gymnáziu v Mönchengladbachu a Rheydtu.